# Renault 7
De Renault 7 (ook wel R7 en tot 1979 Renault Siete genaamd) is een personenauto van de Franse producent Renault.

## Beschrijving
De R7 zou de opvolger worden van de Renault 8. De ontwikkeling van deze sedan liep gelijktijdig met die van de Renault 5. De auto is waarschijnlijk specifiek voor de Spaanse markt gemaakt, waar de sedan altijd populair is geweest.
Van 1974 tot 1983 werden er 240.000 gemaakt bij FASA-Renault in Valladolid in Spanje. Zover bekend zijn ze alleen in Spanje verkocht. De populariteit van de Renault 5 en hatchbacks in het algemeen zorgden ervoor dat de 7 niet echt een succes werd.
De auto heeft een 1100 cc, 4 cilindermotor die 45 pk kan leveren. De R7 zou zo'n 133 kilometer per uur moeten kunnen halen.

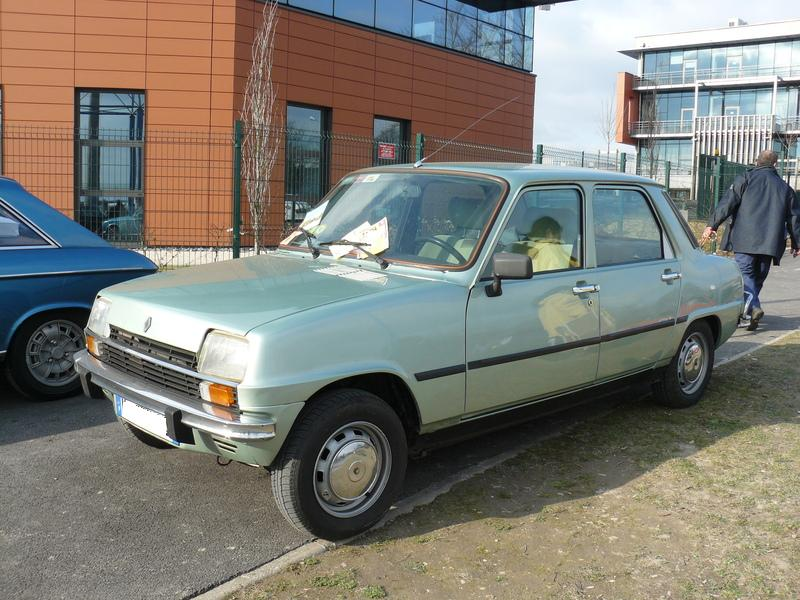
Renault 7 (1979–1983)
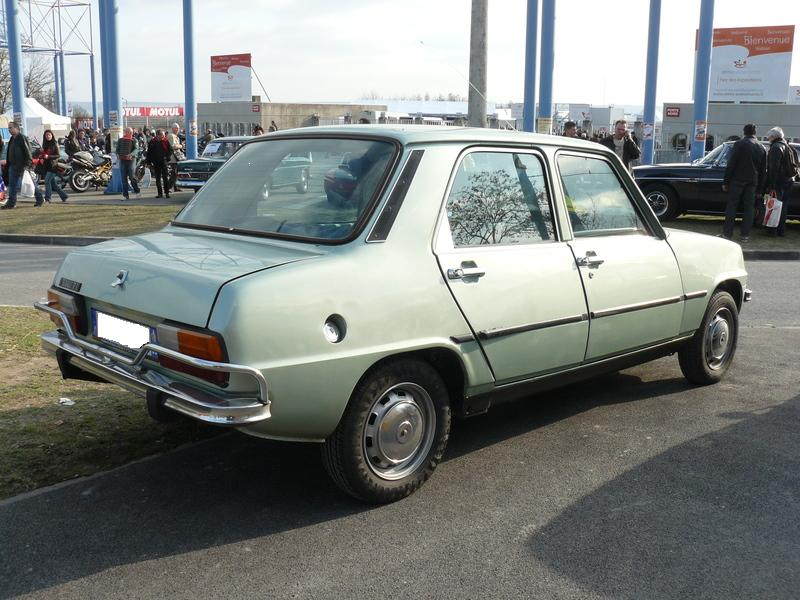
Achteraanzicht